# Мостафа Саад
Мостафа Саад Абдалла Саєд Ахмед (араб. مصطفي سعد ميسي, нар. 22 серпня 2001) — єгипетський футболіст, півзахисник клубу ЗЕД. Має прізвисько Мессі на честь аргентинського футболіста Ліонеля Мессі, на якого схожий за статурою та стилем гри.
Виступав за олімпійську збірну Єгипту.

## Клубна кар'єра
Народився 22 серпня 2001 року. Вихованець футбольної школи клубу «Кераміка Клеопатра». Дорослу футбольну кар'єру розпочав 2020 року в основній команді того ж клубу, в якій провів два сезони, взявши участь у 39 матчах чемпіонату. 
Своєю грою за цю команду привернув увагу представників тренерського штабу клубу «Аль-Аглі», до складу якого приєднався влітку 2022 року. За півроку на перейшов на правах оренди за клуб «Смуха».
Влітку 2023 року також на правах оренди грав приєднався до клубу ЗЕД.

## Виступи за збірні
Протягом 2023–2024 років залучався до складу молодіжної збірної Єгипту. На молодіжному рівні зіграв у 5 офіційних матчах.
У складі олімпійської збірної Єгипту — учасник футбольного турніру на Олімпійських іграх у Парижі.

## Статистика виступів

### Статистика клубних виступів
Станом на 22 липня 2024
| Сезон             | Команда              | Чемпіонат         | Чемпіонат | Чемпіонат | Національний кубок | Національний кубок | Національний кубок | Континентальні кубки | Континентальні кубки | Континентальні кубки | Інші змагання | Інші змагання | Інші змагання | Усього | Усього | Усього |
| Сезон             | Команда              | Ліга              | Ігор      | Голів     | Ліга               | Ігор               | Голів              | Ліга                 | Ігор                 | Голів                | Ліга          | Ігор          | Голів         | Ігор   | Голів  |        |
| ----------------- | -------------------- | ----------------- | --------- | --------- | ------------------ | ------------------ | ------------------ | -------------------- | -------------------- | -------------------- | ------------- | ------------- | ------------- | ------ | ------ | ------ |
| 2020–21           | «Кераміка Клеопатра» | 1Л                | 7         | 1         | КЄ                 | 0                  | 0                  |                      | -                    | -                    |               | -             | -             | 7      | 1      |        |
| 2021–22           | «Кераміка Клеопатра» | 1Л                | 32        | 2         | КЄ                 | 0                  | 0                  |                      | -                    | -                    |               | -             | -             | 32     | 2      |        |
| 2022-січ. 2023    | «Аль-Аглі»           | 1Л                | 2         | 0         | КЄ                 | 0                  | 0                  |                      | -                    | -                    |               | -             | -             | 2      | 0      |        |
| січ.-черв. 2023   | «Смуха»              | 1Л                | 18        | 2         | КЄ                 | 0                  | 0                  |                      | -                    | -                    |               | -             | -             | 18     | 2      |        |
| 2023–24           | ЗЕД                  | 1Л                | 25        | 3         | КЄ                 | 0                  | 0                  |                      | -                    | -                    |               | -             | -             | 25     | 3      |        |
| Усього за кар'єру | Усього за кар'єру    | Усього за кар'єру | 84        | 8         |                    | 0                  | 0                  |                      | -                    | -                    |               | -             | -             | 84     | 8      |        |